# أستر بيرخوف
لودفيك بولينا فان دين بيرغ (18 يونيو 1920 - 29 سبتمبر 2020)، المعروف باسم لودي فان دين بيرغ وباسميه المستعارين: أستر بيرخوف وبيت فيسر، هو كاتب بلجيكي.
وُلد فان دن بيرغ في مدينة ريجيفورسل في 18 يونيو 1920. درس أولاً في المدرسة الإبتدائية في مدينته حيث كان والده مديرًا. وعندما بلغ المرحلة الثانوية ذهب إلى Klein Seminarie في هوخستراتن. درس فقه اللغة الجرمانية من عام 1938 حتى عام 1942 في الجامعة الكاثوليكية في لوفين، وفي عام 1946 حصل على درجة الدكتوراه في الفلسفة.
بدأ فان دن بيرغ هيغان حياته المهنية كمساعد علمي في الجامعة الكاثوليكية في لوفين، عمل لاحقًا مدرسًا في الأثينيوم الملكي في أنتويرب وبروكسل وكويكلبرغ. وأخيراً أصبح أستاذاً في كلية القديس إغناطيوس في أنتويرب.

## روابط خارجية
- أستر بيرخوف في المكتبة الرقمية للأدب الهولندي، متاح للتنزيل المجاني (بالهولندية).
- متحف أستر بيركوف (بالهولندية).